# Hofje van Noblet
Het Hofje van Noblet is een Haarlems hofje, de hoofdingang is gelegen aan de Nieuwe Gracht 2.
Het hofje werd in 1761 gebouwd uit de nalatenschap van Leonard Noblet en zijn zussen Sara en Geertruida, die allen geen wettige nabestaanden hadden. De huizen van het hofje zijn gebouwd in de tuin van het huis van de familie Noblet, Haerlem en Spaargesigt. Dit huis had de vader van Leonard, Elezar Noblet gekocht in 1737. De familie Noblet kwam van origine uit Amsterdam.
Er werden twintig huizen gebouwd. Aan de oostkant tien huizen voor vrouwen uit Haarlem en aan de westkant tien huizen voor vrouwen uit Amsterdam. De vrouwen moesten ten minste 50 jaar oud zijn en hun hele leven alleenstaand zijn geweest. Tevens moesten ze lid zijn van de Nederduits Gereformeerde Kerk.
Het voormalig huis van de familie Noblet doet nu dienst als woning van de beheerder en als regentenkamer.
De hoofdingang van het hofje ligt aan de Nieuwe Gracht. Aan de Parklaan ligt de achteringang. Toen het hofje gebouwd werd was de Parklaan nog een gracht, de Achter Nieuwe Gracht. De ingang van het voormalig woonhuis ligt aan de Hooimarkt.
Sinds 1969 staat het hofje inschreven in het rijksmonumentenregister.
In 1992 is het hofje gerenoveerd en is het aantal huizen teruggebracht van 20 naar 16.
Bestaand:
Brouwershofje ·
Bruiningshofje ·
Frans Loenenhofje ·
Gravinnehof ·
Hofje Codde en Van Beresteijn ·
Hofje In den Groenen Tuin ·
Hofje van Bakenes ·
Hofje van Guurtje de Waal ·
Hofje van Loo ·
Hofje van Noblet ·
Hofje van Oorschot ·
Hofje van Staats ·
Hofje van Heythuysen ·
Johan Enschedé Hof ·
Luthers Hofje ·
Proveniershof ·
Remonstrants Hofje ·
Teylers Hofje ·
Vrouwe- en Antonie Gasthuys ·
Wijnbergshofje ·
Zuiderhofje
Verdwenen:
Aelbert Gerritsz. Fijnebuyckshofje ·
Blokshofje ·
Blokzeyldershofje ·
Boonhofje ·
Brammershofje ·
Bullenhofje ·
Comanshofje ·
Deymanshofje ·
Guurt Burethofje ·
Hofje de Dubbele Muts ·
Hofje de Hemelpoort ·
Hofje de Vijftien Kamers ·
Hofje der Twaalf Apostelen ·
Hofje Het Lam ·
Hofje van Bavo ·
Hofje van Gratie ·
Kenauhofje ·
Luciehofje ·
Pietershofje ·
Sint Annahofje ·
Sint Jans Koenen Gasthuishofje ·
Slickhofje ·
Solomonshofje ·
Twijndershofje ·
Vissershofje ·
Weeshuishofje